# 토요일은 즐거워
《토요일은 즐거워》는 2001년 5월 5일부터 2002년 1월 12일까지 SBS TV에서 방송되었던 예능 프로그램이다.

## 역대 코너
- 무명탈출 대작전
- 24공감
- 해양구조단 친구
- 용병일기
- 영상독립군 33인의 전설
- 퍼펙트 우먼 하리수 엄마되다!
- 리얼 러브스토리 남과여
- 리얼 러브스토리 연상연하
- 강타의 컴백스페셜
- 황당한 상담 어찌하오리까?
- 스타 러브채팅
- 스타 애견 클럽

## 타이틀 변천사
| 기수 | 타이틀           | 방송 기간                          |
| ---- | ---------------- | ---------------------------------- |
| 1기  | 기쁜 우리 토요일 | 1994년 2월 5일 ~ 2001년 3월 10일   |
| 2기  | 쇼! 무한탈출     | 2001년 3월 17일 ~ 2001년 4월 21일  |
| 3기  | 토요일은 즐거워  | 2001년 5월 5일 ~ 2002년 1월 12일   |
| 4기  | 토요일이 온다    | 2002년 1월 19일 ~ 2002년 7월 6일   |
| 5기  | 실제상황 토요일  | 2003년 11월 8일 ~ 2007년 1월 6일   |
| 6기  | 토요일이 좋다    | 2015년 10월 17일 ~ 2016년 8월 20일 |

## 특이 사항
- 원본 영상은 로스트 미디어가 되었기 때문이다.

## 같이 보기
- 목표달성! 토요일 (MBC)
- 토요대작전 (KBS 2TV)
- 쇼 여러분의 토요일 (KBS 2TV)